# 北種山村
北種山村（きたたねやまむら）は、熊本県八代郡にあった村。

## 歴史
- 1889年（明治22年）4月1日 - 町村制の施行により、近世以来の北種山村が単独で自治体を形成。
- 1923年（大正12年）11月1日 - 南種山村・小浦村と合併して種山村が発足。同日北種山村廃止。